# Kino Atlantic (Varšava)
Kino Atlantic je nejstarší nepřetržitě fungující kino ve Varšavě. Nachází se v ulici Chmielna 33, je vybaveno čtyřmi kinosály s celkovou kapacitou 794 míst.

## Historie kina

### Výstavba kina
Budova kina byla postavena v jihovýchodním rohu pozemku na ulici Chmielna, na kterém od roku 1880 stál třípatrový nájemní dům. Kino bylo otevřeno v únoru 1930. Projektanty kina byli architekti Jerzy Sosnkowski a Juliusz Żórawski a dodavatelem byla firma Biuro Budowlane T. Czosnowski a Ska. Jednalo se v době vzniku o jedno z nejmodernějších kin v předválečné Varšavě a také první kino, které bylo upraveno pro promítání zvukových filmů.
Budova kina přežila bez úhony druhou světovou válku. V roce 1944 přední nájemní dům vyhořel, v roce 1946 byl nejprve snížen o jedno patro a v následujících letech zcela zbořen. Atlantic byl znovu otevřen 19. září 1945 jako čtvrté poválečné kino (po kinech Syrena, Polonia a Tęcza). Prvním filmem uvedeným v obnoveném kině byl sovětský film Pád Berlína. 

### Po druhé světové válce
Koncem 50. let 20. stolet prošlo kino velkou rekonstrukcí. Zbytky ruin nájemního domu v průčelí ulice, které sousedily s budovou kina, byly zbourány a na střeše se objevila ikonická modrá neonová reklama s nápisem „Atlantic“. Oficiální zahájení provozu po rekonstrukci proběhlo 25. dubna 1960 společně s premiérou polského filmu režiséra Janusze Morgensterna Na shledanou zítra (Do widzenia, do jutra). Kino, které se opět stalo nejmodernějším ve Varšavě, fungovalo nepřetržitě až do konce devadesátých let, kdy bylo uzavřeno z důvodu velké rekonstrukce.

## Současnost
Po rekonstrukci bylo znovu otevřeno 14. ledna 2000, nově nabízí čtyři nové klimatizované sály s následujícími kapacitami: sál A (158 míst), sál B (221 míst), sál C (259 míst), sál D (156 míst). Nápadný neonový nápis zmizel a byl nahrazen novým na fasádě budovy. Kino je vybaveno moderním zařízením pro přehrávání filmů ve 3D a technologií Dolby Surround. Vedle kina je kavárna.
Provozovatelem kina byla do roku 2020 společnost Viktonex, v lednu 2021 kino převzala společnost Max-Film, kterou vlastní místní vláda Mazovského vojvodství. V únoru roku 2021 bylo kino zařazeno do sítě Novekino.

## Odraz v kultuře
- V románu Zły (1955) od Leopolda Tyrmanda je kino dějištěm akce skupiny varšavských překupníků, kteří se snaží koupit co nejvíce lístků. [4]